# Bull Verweij
Hendrik (Bull) Verweij (Hilversum, 12 september 1909 - Loosdrecht, 19 februari 2010) was een Nederlandse zakenman en mede-oprichter van de zeezender Radio Veronica. Door de Veronica-medewerkers werd hij aangesproken als 'Oom Bull'; zijn bijnaam zou teruggaan op een gebeurtenis in 1911 toen zijn grootmoeder hem met een stiertje vergeleek. Verweij was aanvankelijk textielhandelaar, samen met zijn broers Jaap en Dirk.

## Oprichting Radio Veronica
In 1959 besloot een aantal Nederlandse radiohandelaren tot onderzoek naar mogelijkheden om een zeezender te beginnen. Dit radiostation zou als zeezender buiten de territoriale wateren gaan uitzenden. In eerste instantie wilde men alleen muziek afgewisseld met reclameboodschappen brengen. Op 15 oktober 1959 werd daartoe in het Amsterdamse hotel Krasnapolsky de Vrije Radio Omroep Nederland (VRON) opgericht. In december 1959 werd een schip, de Borkum Riff, aangekocht en startte men met de inrichting als zendschip. In mei 1960 verhuisden de studio's van Amsterdam naar de Hilversumse Zeedijk en in november 1960 namen de gebroeders Verweij de volledige organisatie over. Aanvankelijk werd gebruikgemaakt van een zelfgebouwde zender, maar in de tweede helft van de jaren 60 werd via de Zwitserse zakenlieden Meister en Bollier een professionele zender aangeschaft.

## Veroordeling
Dit duo ontpopte zich vervolgens tot concurrenten met het zendschip Mebo II. Op 15 mei 1971 werd op het schip brand gesticht en explosieven tot ontploffing gebracht. In september 1971 werd Verweij als financier en opdrachtgever medeschuldig verklaard aan deze aanslag. Hij werd veroordeeld tot een jaar gevangenisstraf.

## Na 31 augustus 1974
Op 31 augustus 1974 moest Radio Veronica haar uitzendingen als zeezender beëindigen. Verweij bleef tot 1975 directeur. In de jaren 70 ondersteunde Verweij de strijd om het behoud van de getijhaven van Paal in Zeeuws-Vlaanderen, die in het kader van de Deltawerken dreigde te verdwijnen. In deze periode verloor hij zijn kapitaal na te zijn opgelicht met een marmermijn in Portugal.
In 2009 werd Verweij honderd jaar. Hij ontving bij die gelegenheid uit handen van nieuwslezer Arend Langenberg een Lifetime Achievement Award voor zijn bijdrage aan de commerciële radio in Nederland. Op vrijdagmorgen 19 februari 2010 overleed hij op 100-jarige leeftijd in zijn slaap, in een verzorgingstehuis in Loosdrecht.